# Daisetta
La ville de Daisetta est située dans le comté de Liberty, dans l’État du Texas, aux États-Unis. Sa population s’élevait à 966 habitants lors du recensement de 2010, estimée à 1 054 habitants en 2016.

## Source
- (en) Cet article est partiellement ou en totalité issu de l’article de Wikipédia en anglais intitulé « Daisetta, Texas » (voir la liste des auteurs).